# Sugar Kane
Sugar Kane è un singolo del gruppo musicale statunitense Sonic Youth, pubblicato nel 1993 come estratto dal settimo album in studio Dirty.

## Video musicale
Il video musicale di Sugar Kane è stato diretto da Nick Egan e girato a New York. Esso mostra i Sonic Youth esibirsi nel mezzo di una sfilata di moda con vestiti "grunge".  Questi, infatti, erano parte di una collezione ("Grunge Collection") di Marc Jacobs per Perry Ellis nel 1992. Jacobs era un amico stretto della bassista Kim Gordon e della band. Nel video vi è anche la prima apparizione in assoluto per Chloë Sevigny.

## Tracce e formati
- CD singolo canadese e statunitense

1. "Sugar Kane" (Edit) – 4:58
2. "The Destroyed Room"  – 3:19
3. "Purr" (Acoustic/Mark Goodier Version) – 4:55
4. "The End of the End of the Ugly"  – 4:10

- Vinile UK 10 pollici, vinile EU 12 pollici e CD singolo UK

1. "Sugar Kane" (The Short and Sweet Version) – 4:58
2. "Is It My Body"  – 2:52
3. "Personality Crisis"  – 3:48
4. "The End of the End of the Ugly"  – 4:10

- Cassetta UK

1. "Sugar Kane" (The Short and Sweet Version) – 4:58
2. "The End of the End of the Ugly"  – 4:10

## Classifiche
| Classifica (1993) | Pos. massima |
| ----------------- | ------------ |
| UK Singles (OCC)  | 26           |